# Tra te e il mare
A Tra te e il mare (magyarul: Közted és a tenger között) Laura Pausini ötödik olasz nyelvű albuma. 2000. szeptember 15-én jelent meg.Az album címadó dalàt Biagio Antonacci írta. A spanyol nyelvű album 2000. szeptember 11-én jelent meg. The extra mile című dala a Pokémon 2- Bízz az erőben! című amerikai-japán rajzfilmben hallható.

## Dallista
1. Siamo noi (Mi vagyunk)
2. Volevo dirti che ti amo  (Meg akartam mondani, hogy szeretlek)
3. Il mio sbaglio più grande (A legnagyobb hibám)
4. Tra te e il mare (Közted és a tenger között)
5. Viaggio con te  (Utazás veled)
6. Musica sarà    (Zene lesz)
7. Anche se non mi vuoi  (Még akkor is, ha nem akarsz)
8. Fidati di me (Bízz bennem)
9. Ricordami (Emlékezz rám)
10. Per vivere
11. Mentre la notte va
12. Come si fa
13. Jenny
14. The extra mile